# Karl Bernhardi
Karl Christian Sigismund Bernhardi (Ottrau, 5 ottobre 1799 – Kassel, 1º agosto 1874) è stato un bibliotecario e linguista tedesco.

## Biografia
Studiò teologia all'Università di Marburg e in seguito lavorò come insegnante privato a Bruxelles. Proseguì la sua formazione presso l'Università statale di Lovanio, dove successivamente ricevette la carica di bibliotecario universitario. Nel 1829 si trasferì a Kassel come successore di Jakob Grimm presso la Biblioteca di Stato di Kassel.
A Kassel fu profondamente coinvolto in questioni politiche, sociali e culturali. Nel 1834 fu co-fondatore dell'Anstalt zur Erziehung armer und verwahrloster Knaben, un'istituzione che si occupava dell'educazione dei giovani in difficoltà. Fu editore del giornale liberale Der Verfassungsfreund e nel 1834 fu cofondatore della Vereins für hessische Geschichte und Landeskunde (Associazione per la storia dell'Assia e studi regionali). Dal 1835 al 1840 fu direttore del comitato dei cittadini di Kassel e nel 1848 fu eletto al Parlamento di Francoforte. L'omonimo Karl-Bernhardi-Strasse, situato dietro il Fridericianum di Kassel, fu nominato in suo onore.
Nel 1844 pubblicò una "mappa linguistica" della Germania, Sprachkarte von Deutschland (2ª edizione, 1849 con Wilhelm Stricker), un'opera che contribuì a suscitare interesse nello studio linguistico dei dialetti tedeschi.
Altre sue pubblicazioni:
- Wegweiser durch die deutschen Volks- und Jugendschriften (con August Lüben), 1852.
- Die Sprachgrenze zwischen Deutschland und Frankreich, 1871.[3]